# Sončna vzgonska elektrarna
Sončna vzgonska elektrarna (ang. Solar Updraft Tower - SUT, tudi Solar Chimney Power Plant - SCPP) je velika zgradba za pridobivanje električne energije iz toplote sončnega sevanja. Sončni žarki segrejejo zrak v zelo veliki topli gredi (kolektorju), segreti zrak se potem dviga skozi "dimnik" in pri tem žene vetrne turbine. Turbine potem ženejo konvencionalni električni generator. Poleg proizvodnje električne energije se lahko uporabljajo tudi za desalinizacijo in agrikulturo.
Sončne vzgonske elektrarne zahtevajo zelo veliko investicijskih sredstev in koncept še ni povsem potrjen. Izkoristek pri pretvorbi sončne energije v električno energijo je zelo nizek, okrog 0,5 % v primerjavi s fotovoltaiko, ki se v povprečju giba okrog 16%. Je pa prednost, da ne izpuščajo nobenih emisiji in se lahko uporabljajo v sekundarne namene, kot je gojenje kmetijskih rastlin.
Moč je odvisna od dveh faktorjev: površina kolektorjev in višina dimnika. Predlagali so kolektorje s premerom do 7 kilometrov. Visok dimnik ima večjo tlačno razliko in s tem večji izkoristek. Predlagali so tudi 1 kilometer visoke dimnike.
Elektrarna moči 100MW bi potrebovala 1000 metrov visok stolp in 20 km2 velik kolektor. 200MW elektrarna pri enako visokem stolpu bi potrebovala kolektor premer 7 kilometrov s površino okrog 38 km2.
Lahko se namesti dve vrsti turbin: s horizontalno osji pri straneh dimnika ali pa vertikalno osjo v dimniku.